# O Novo Testamento no Grego Original
O Novo Testamento no Grego Original (The New Testament in the Original Greek) é uma versão grega do Novo Testamento publicado em 1881 pelos eruditos Brooke Foss Westcott (1825-1901) e Fenton John Anthony Hort (1828-1892), por isso, também conhecido como Novo Testamento Grego de Westcott-Hort, em reconhecimento aos editores. É um texto crítico acadêmico compilado a partir de alguns dos mais antigos manuscritos do Novo Testamento em grego e outros textos descobertos até aquele tempo.

## Teoria de Westcott-Hort
Os estudiosos críticos Westcott e Hort, que tiveram grande influência no século XX, distinguem quatro tipos de textos em seus estudos.
O mais recente é sírio, ou texto-tipo Bizantino, dos quais o mais recente exemplo é o Textus Receptus. O texto bizantino, por ser considerado uma combinação de vários tipos de texto anteriores, feita no quarto século, foi praticamente rejeitada.
O texto-tipo Western é muito mais antigo, mas tende a parafrasear, portanto, também carece de confiabilidade. O texto-tipo Alexandrino,* exemplificado no Codex Ephraemi Rescriptus, exibe um estilo grego mais polido.
Os dois pesquisadores identificaram o seu “texto tipo” favorito como "Texto Neutro”, exemplificado por dois manuscritos do século IV, o Codex Vaticanus (conhecido desde o século XV) e o Codex Sinaiticus (descoberto em 1859).

## Características da edição
Westcott e Hort trabalharam em seu texto a partir de 1853 até a sua conclusão em 1881 Mais tarde uma introdução e apêndice foram inseridos por Hort, aparecendo em um segundo volume em 1882. Em 1892, uma edição revista foi lançada por F. C. Burkitt. De acordo com Metzger, "a validade geral de seus princípios críticos e procedimentos é amplamente reconhecido pelos estudiosos de hoje." Esta bíblia utiliza o Texto Crítico.